# Дејан Керкез
Дејан Керкез (Нови Сад, 20. јануар 1996) српски је фудбалер који тренутно наступа за ФК Кауно Жалгирис из Каунас.

## Клупска каријера
Одрастао је у Челареву. Керкез је прошао омладинске категорије ЧСК Пиваре и прикључио се првом тиму са 16 година. Прве сениорске наступе уписао је током такмичарске 2013/14. у Српској лиги Војводине. Већ наредне сезоне се у потпуности усталио у екипи, па је поред 26 лигашких утакмица забележио и наступ у претколу Купа Србије. Клуб је по њеном окончању, под вођством тренера Драгана Ивановића, остварио прво место на табели и изборио пласман у Прву лигу Србије. Керкез, који је у међувремену постао најмлађи капитен у историји клуба, био је на проби у Херенвену током 2015. године. Почетком сезоне 2015/16. Керкез је подигао пехар намењен освајачу Купа Војводине. Током исте такмичарске године, Керкез је одиграо свих 30 утакмица у прволигашкој конкуренцији.
Керкез је средином јуна 2016. године представљен као нови фудбалер суботичког Спартака. Са клубом је потписао професионални уговор у трајању од три године. У првој постави екипе се код тренера Чернишова усталио тандем Ћаласан—Радовановић, уз подршку искусног Сава Павићевића. Керкез се потом вратио у ЧСК на једногодишњу двојну регистацију. За екипу Спартака дебитовао је на куп сусрету са Вождовцем, 26. октобра исте године, када је Спартак елиминисан из даљег такмичења минималним резултатом. Свој први наступ у Суперлиги Србије уписао је 4. децембра, заменивши на терену Ђорђа Ивановића у 19. колу такмичарске 2016/17. против Новог Пазара. Свој први погодак постигао је у победи на гостовању Јавору у Ивањици у фебруару наредне године. До краја сезоне је једном погодио и у дресу ЧСК Пиваре, за минималну победу над новосадским Пролетером. Керкез се наредне сезоне усталио у саставу Спартака, а по одласку Радовановића формирао је штоперски пар са вршњаком Ћаласаном. Именован је за заменика капитена Владимиру Торбици после одласка Ђорђа Ивановића. Стандардно је наступао код тренера Александра Веселиновића, а касније и Владимира Гаћиновића и са Спартаком изборио учешће у квалификацијама за Лигу Европе. У марту 2019. добио је позив да се појави на окупљању младе репрезентације Србије.
Дејан Керкез је 19. јуна 2019. потписао за Маритимо. Под уговором са тим клубом провео је две године, од чега је полусезону провео на позајмици у друголигашу Мафри. Након тога се вратио у Србију и задужио дрес крушевачког Напретка у јуну 2021. После одласка Саше Марјановића, Керкез је понео траку и у екипи Напретка од сезоне 2022/23. под вођством тренера Душана Ђорђевића.

## Статистика

### Клупска
Ажурирано 17. октобра 2022.
| Клуб                               | Сезона   | Лига                   | Лига    | Лига   | Национални куп | Национални куп | Лига куп | Лига куп | Европа  | Европа | Остало  | Остало | Укупно  | Укупно |
| Клуб                               | Сезона   | Дивизија               | Наступа | Голова | Наступа        | Голова         | Наступа  | Голова   | Наступа | Голова | Наступа | Голова | Наступа | Голова |
| ---------------------------------- | -------- | ---------------------- | ------- | ------ | -------------- | -------------- | -------- | -------- | ------- | ------ | ------- | ------ | ------- | ------ |
|                                    |          |                        |         |        |                |                |          |          |         |        |         |        |         |        |
| ЧСК Челарево                       | 2013/14. | Српска лига Војводина  | 10      | 0      | —              | —              | —        | —        | —       | —      | —       | —      | 10      | 0      |
| ЧСК Челарево                       | 2014/15. | Српска лига Војводина  | 26      | 0      | 1              | 0              | —        | —        | —       | —      | —       | —      | 27      | 0      |
| ЧСК Челарево                       | 2015/16. | Прва лига Србије       | 30      | 0      | 0              | 0              | —        | —        | —       | —      | 1       | 0      | 31      | 0      |
| ЧСК Челарево (двојна регистрација) | 2016/17. | Прва лига Србије       | 12      | 1      | 1              | 0              | —        | —        | —       | —      | —       | —      | 13      | 1      |
| ЧСК Челарево (двојна регистрација) | Укупно   | Укупно                 | 78      | 1      | 2              | 0              | —        | —        | —       | —      | 1       | 0      | 81      | 1      |
|                                    |          |                        |         |        |                |                |          |          |         |        |         |        |         |        |
| Спартак Суботица                   | 2016/17. | Суперлига Србије       | 7       | 1      | 1              | 0              | —        | —        | —       | —      | —       | —      | 8       | 1      |
| Спартак Суботица                   | 2017/18. | Суперлига Србије       | 32      | 1      | 2              | 0              | —        | —        | —       | —      | —       | —      | 34      | 1      |
| Спартак Суботица                   | 2018/19. | Суперлига Србије       | 31      | 2      | 3              | 0              | —        | —        | 4       | 0      | —       | —      | 38      | 2      |
| Спартак Суботица                   | Укупно   | Укупно                 | 70      | 4      | 6              | 0              | —        | —        | 4       | 0      | —       | —      | 80      | 4      |
|                                    |          |                        |         |        |                |                |          |          |         |        |         |        |         |        |
| Маритимо                           | 2019/20. | Прва лига Португалије  | 16      | 0      | 0              | 0              | 2        | 0        | —       | —      | —       | —      | 18      | 0      |
| Маритимо                           | 2020/21. | Прва лига Португалије  | 2       | 0      | 2              | 0              | 0        | 0        | —       | —      | —       | —      | 4       | 0      |
| Маритимо                           | Укупно   | Укупно                 | 18      | 0      | 2              | 0              | 2        | 0        | —       | —      | —       | —      | 22      | 0      |
|                                    |          |                        |         |        |                |                |          |          |         |        |         |        |         |        |
| Мафра (позајмица)                  | 2020/21. | Друга лига Португалије | 0       | 0      | —              | —              | —        | —        | —       | —      | —       | —      | 0       | 0      |
|                                    |          |                        |         |        |                |                |          |          |         |        |         |        |         |        |
| Напредак Крушевац                  | 2021/22. | Суперлига Србије       | 26      | 2      | 2              | 0              | —        | —        | —       | —      | —       | —      | 28      | 2      |
| Напредак Крушевац                  | 2022/23. | Суперлига Србије       | 11      | 1      | 1              | 0              | —        | —        | —       | —      | —       | —      | 12      | 1      |
| Напредак Крушевац                  | Укупно   | Укупно                 | 37      | 3      | 3              | 0              | —        | —        | —       | —      | —       | —      | 40      | 3      |
|                                    |          |                        |         |        |                |                |          |          |         |        |         |        |         |        |
| Каријера                           | 203      | 8                      | 13      | 0      | 2              | 0              | 4        | 0        | 1       | 0      | 223     | 8      |         |        |

## Трофеји и награде
ЧСК Челарево
- Српска лига Војводина : 2014/15.[6]
- Куп Војводине : 2015.[8]